# Manuel García-Pelayo
Manuel García-Pelayo y Alonso (Corrales del Vino, Zamora, 23 de maig de 1909 - Caracas, Veneçuela, 25 de febrer de 1991) va ser un jurista i politòleg espanyol.
García Pelayo va ser el primer president del Tribunal Constitucional, des de la seva creació el 1980 i fins al 1986, moment en què fou substituït per Francisco Tomàs i Valiente.
Va deixar una obra molt extensa sobre qüestions jurídiques, polítiques i històriques, convertint-se en un referent jurídic de gran prestigi.

## Biografia
Després d'acabar els seues estudis a l'Institut de Zamora, el 1926, es va traslladar a Madrid, on va estudiar Dret a la Universitat Complutense. Després d'acabar la carrera, el 1934, va obtenir una beca de la Junta per a l'Ampliació d'Estudis, podent així visitar la Universitat de Viena.
Quan va esclatar la Guerra Civil Espanyola, el 18 de juliol de 1936, va passar a formar part de les files republicanes, tot i que el seu pare i el seu germà van ser reclutats pel bàndol nacional. Després de lluitar en diverses batalles, va obtenir el rang de Capità a la Plana Major.
Una vegada acabada la Guerra Civil, va ser reclòs en camps de concentració fins al 1941. Després de ser alliberat, es va casar amb Mercedes Vázquez Fernández-Pimentel. El 1947, el director de l'Institut d'Estudis Polítics de Madrid, Francisco Javier Conde, li va oferir una plaça de professor al centre. A partir de 1950, va començar a ser reconegut pel seu treball sobre el Dret constitucional comparat, passant a ser un dels autors més reconeguts en la matèria.
El 1951 va emigrar a l'Argentina, on començà a exercir com a advocat mentre impartia classes de Dret a la Universitat de Buenos Aires. Entre 1954 i 1958 va donar classes de Ciència política a la Universitat de Puerto Rico. Després es va traslladar a Veneçuela, on fundà l'actual Departament de Ciència Política de la Universitat Central de Veneçuela i l'Institut d'Estudis Polítics de la Universitat.
Va continuar amb les seves tasques docents fins a la seva jubilació com a professor titular de la Universitat Central el 1979. No obstant, el 1980, el rei Joan Carles I el va convidar a formar part del recent creat Tribunal Constitucional d'Espanya. Va ser elegit com el primer president d'aquest òrgan, càrrec que ocupà fins al 1986, moment en què dimití dels seus càrrecs de Magistrat i President de l'organisme, sense acabar el període de nou anys que preveu la Llei Orgànica del Tribunal Constitucional.
Va tornar a Caracas el 1987, on va morir el 1991 després d'una llarga malaltia.

## Obres
- Derecho constitucional. 5ª ed. Madrid: Manuales de la Revista de Occidente, 1959
- El Reino de Dios. Arquetipo político. Madrid: Revista de Occidente, 1959
- Ideología e iconología. Caracas: Universidad Central de Venezuela, 1963
- Del mito y de la razón en la historia del pensamiento político. Madrid: Revista de Occidente, 1968
- Auctoritas. Caracas: Universidad Central de Venezuela, Facultad de Derecho, 1969
- Las funciones de los parlamentos bicamerales. Caracas: Ediciones del Congreso de la República, 1971
- Ciencia política': introducción elemental a la teoría general de sistemas. Caracas: s.n., 1975
- El estado social y sus implicaciones. México: Universidad Nacional Autónoma de México, 1975
- La estratificación social de los países desarrollados. Caracas: Universidad Central de Venezuela, Facultad de Derecho, 1975
- Las culturas del libro. Caracas: Monte Ávila, 1976
- Los mitos políticos. Madrid: Alianza Editorial, 1981
- Idea de la política y otros escritos. Madrid: Centro de Estudios Constitucionales, 1983
- Derecho constitucional comparado. 4ª ed. Madrid: Alianza, 1984
- Burocracia y tecnocracia y otros escritos. Madrid: Alianza, 1984
- Las transformaciones del Estado contemporáneo. 2ª ed. Madrid: Alianza, 1985
- El estado de partidos. Madrid: Editorial Alianza, 1986
- Las formas políticas en el antiguo Oriente. Caracas: Monte Ávila, 1993
- Obras completas. Madrid: Centro de Estudios Constitucionales, 1993. 3 v.
- Federico II de Suabia y el nacimiento del Estado moderno. Caracas: Fundació García Pelayo, 1994